# Braquiació

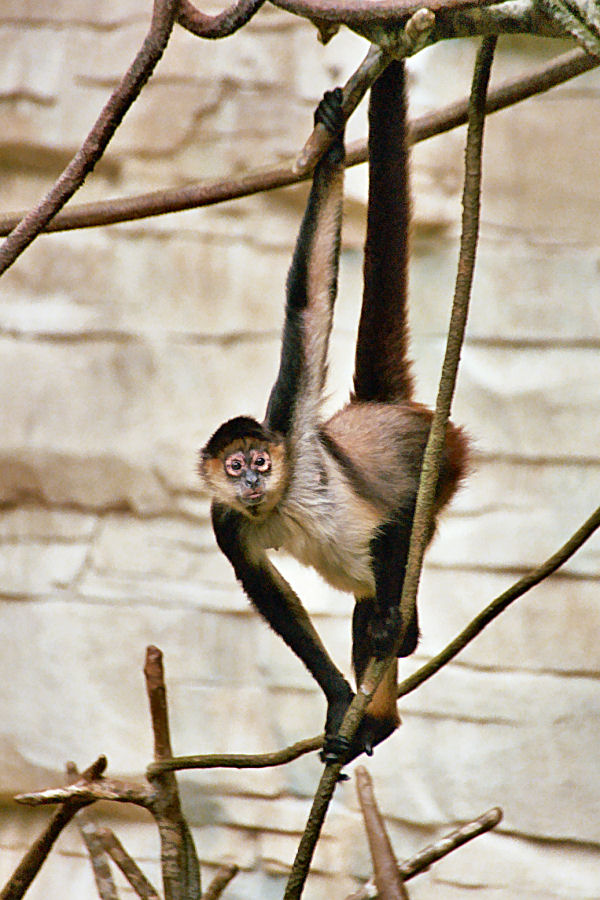
Atèlid braquiant

La braquiació (del mot llatí per dir "braç") és una forma de locomoció arborícola en què els primats es gronxen d'una branca a una altra utilitzant únicament els braços.

## Braquiadors
Els únics braquiadors autèntics són els simis inferiors (gibons i siamangs). Un gibó pot braquiar a velocitats tan altes com 55 km/h i pot desplaçar-se fins a sis metres amb cada gronxada. Les mones aranya i els orangutans són considerats semibraquiadors.

## Origen de la braquiació
La braquiació s'origina a l'Àfrica fa uns tretze milions d'anys. L'aparició de primats més grans que aprenen a moure’s penjant-se de les branques és un dels trets que diferència els humans d'altres simis, i els obliga a fer un llistat de canvis corporals que han perdurat fins al dia d'avui en moltes espècies, a part de la humana.

## Característiques que contribueixen a la braquiació
Algunes de les característiques que permeten als gibons, siamangs i altres primats per braquiar-se inclouen les següents: ungles petites en lloc d'urpes, dits que es tanquen cap endins, polzes oposables, extremitats anteriors llargues, articulacions glenohumerals de rotació lliure, la columna vertebral passa a ser vertical, el tòrax s'estreny entre el pit i l'esquena i s'eixampla de manera lateral.

## Braquiació i els humans
Els humans moderns conserven moltes característiques físiques que suggereixen un avantpassat protobraquiador, incloent-hi articulacions glenohumerals flexibles i dits ben adaptats per agafar-se. En els simis, aquestes característiques eren adaptacions per la braquiació. Tot i que els humans normalment no braquien, la seva anatomia suggereix que la braquiació pot ser una preadaptació al bipedisme i els humans moderns sans encara són capaços de braquiar. Alguns parcs per nens inclouen trepadores on els nens juguen braquiant.